# 澄存
澄存（ちょうぞん/ちょうそん、天正8年（1580年） - 承応元年（1652年））は、安土桃山時代から江戸時代前期の僧侶。若王子大僧正と呼ばれた。

## 概要
天正8年（1580年）に今川氏真の三男として生まれ、後に公家の中山親綱の猶子となった。聖護院門跡の道澄のもとで出家した。当初は澄興と名乗り、出家後澄存と名乗った。慶長5年（1600年）に六角勝仙院（現在京都市左京区）の住持となり、また元和7年（1621年）には若王子乗々院の別当となり、熊野三山修験道本山の奉行を務めた。
道澄・興意・道晃の3代の聖護院門跡とつながりが深く、勝仙院は興意から、乗々院は道晃の意向で入ったと考えられている。道澄・興意が2代にわたって方広寺の住持を務めたことから、江戸幕府からは親豊臣派とみなされたため、大坂の陣後に本山派は様々な圧迫を受けていた。その中で元和6年（1620年）に興意が急逝し、翌年に後陽成天皇の皇子である道晃が門跡を継いだが、まだ10歳であった。新門跡を支えるために徳川家康と近かった今川氏真の息子で、歴代門跡の側近的立場であった澄存が聖護院の筆頭院家とされていた乗々院別当に任ぜられたと考えられている（勝仙院も格式では乗々院では劣るが、実際にはそれに劣らない勢力を持っていたため、門跡側近が住持に任ぜられていた）。
当時、幕府との対立で本山派が衰退したのに乗じて山伏統率では当山派、民間宗教者の統率では神道の吉田家との対立が続いていたが、澄存が本山派を代表する形や訴訟や交渉ごとに当たっている。
寛永14年3月2日に大僧正に叙せられる（『住心院文書』）。
承応元年（1652年）に73歳で死去するが、墓は江戸時代の地誌『雍州府志』や名所図会『東山名勝図会』によると、若王子に今川氏真の墓と共に建てられていると紹介されている。